# Cimabues gevierde Madonna wordt in processie door de straten van Florence gedragen
Cimabues gevierde Madonna wordt in processie door de straten van Florence gedragen (Engels: Cimabue's Celebrated Madonna is Carried in Procession Through the Streets of Florence) is het schilderij waarmee de Britse kunstschilder Frederic Leighton op 25-jarige leeftijd doorbrak. Tijdens de jaarlijkse tentoonstelling van de Royal Academy in 1855 werd zijn werk geprezen door de kunstcriticus John Ruskin en prins-gemaal Albert was zo enthousiast over het schilderij dat hij het meteen liet aankopen door koningin Victoria voor 600 guineas.
Leighton maakte het schilderij in Rome en is ervoor op studiereis naar Florence geweest, maar dat neemt niet weg dat het grotendeels fictie is. Het schilderij is namelijk gebaseerd op het vooral door Giorgio Vasari verbreide misverstand dat de Madonna Rucellai het meesterwerk was van de Florentijn Cimabue, die volgens Vasari de leermeester was van Giotto. In werkelijkheid was het Giotto's oudere collega Duccio di Buoninsegna uit Siena, die vanuit Florence de opdracht had gekregen voor het grote altaarstuk, zoals uit eigentijdse documenten is gebleken. Pas aan het eind van de 19e eeuw begon dit tot de kunsthistorici door te dringen.
Leightons schilderij is een illustratie van het door Vasari verzonnen verslag van de processie waarin het schilderij van Cimabues atelier naar de Santa Maria Novella zou zijn gedragen. Vasari heeft zich hiervoor waarschijnlijk gebaseerd op de verhalen over de Maestà, het meesterwerk van Duccio, dat inderdaad in een soortgelijke processie naar de kathedraal van Siena werd vervoerd. Alleen werd de retabel toen niet omringd door kunstenaars, maar door notabelen van de stad.

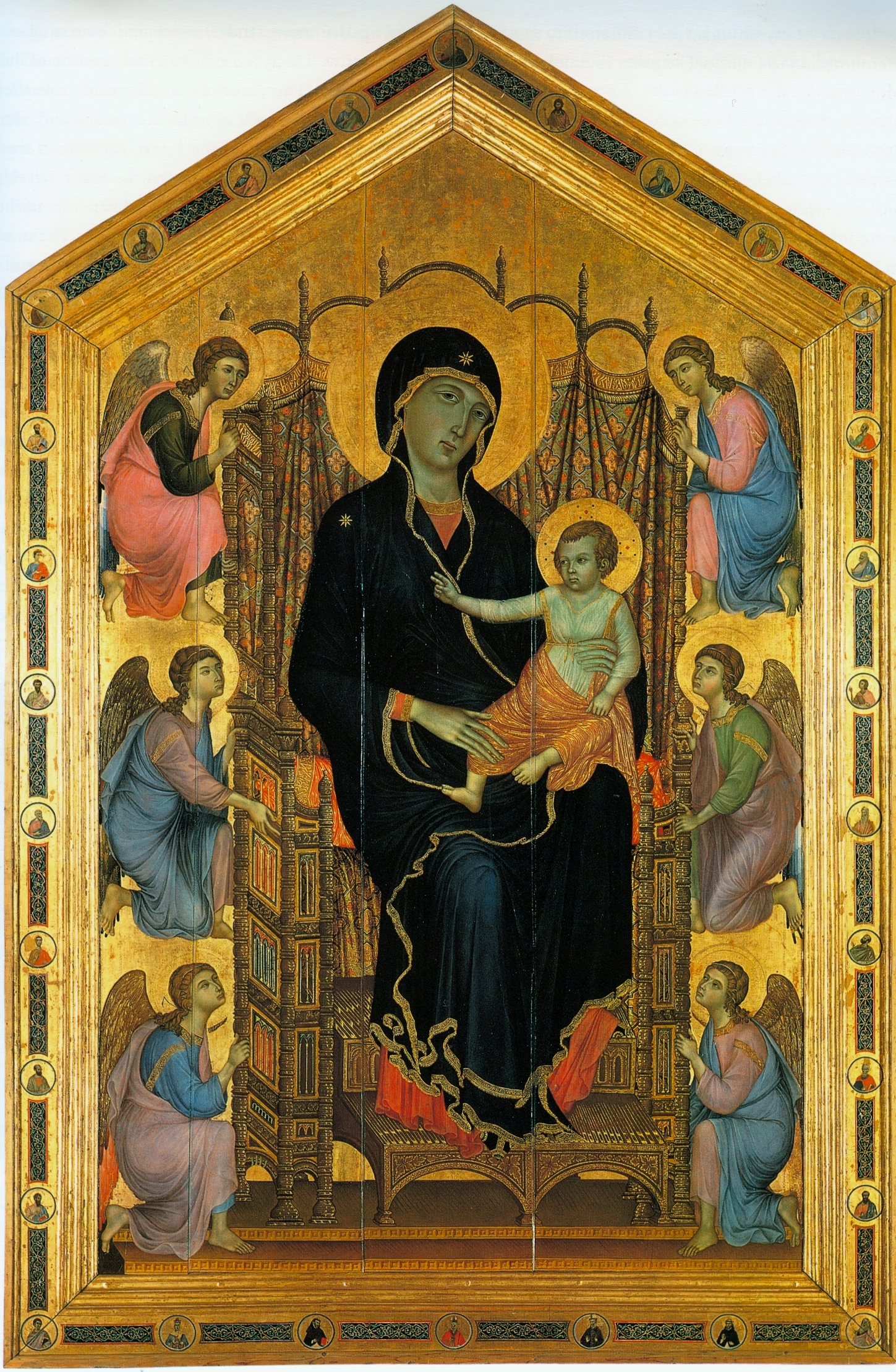
Duccio di Buoninsegna, Madonna Rucellai, 1285, 450 × 292 cm, Uffizi, Florence

In het midden lopen Cimabue (in het wit) en de jonge Giotto voor het reusachtige altaarstuk dat enigszins ongeloofwaardig aan twee linten voorover hangt (het is vierenhalve meter hoog en moest in de kapel met negen kettingen verankerd worden). Het tweetal wordt gevolgd door een keur aan Italiaanse kunstenaars. Op de achtergrond is de San Miniato al Monte te zien. Uiterst rechts staat Dante toe te kijken. Leighton refereert hiermee aan de versregels in de Purgatorio XI, 94-96 waar Dante meldt: 
Credette Cimabue ne la pittura
tener lo campo, ed ora ha Giotto il grido,
si che la fama di colui è scura
Cimabue dacht dat hij in de schilderkunst
het veld behield, maar nu is het Giotto die wordt toegejuicht
zodat de roem van de ander is verduisterd.
Hoewel Dante deze woorden in de mond legde van de miniatuurschilder Oderisi da Gubbio, die op de Louteringsberg boete deed voor zijn ijdelheid en trots, en hij hiermee de vergankelijkheid van de roem wilde aangeven, werd de opmerking in de eeuwen erna gebruikt voor de canonisering van Cimabue en Giotto als grondleggers van de moderne renaissancekunst, die hadden afgerekend met barbaarse, gotische middeleeuwen. De revolutionaire Duccio uit Siena kreeg van Vasari en andere Florentijnse schrijvers over kunst een marginale rol toebedeeld.